# Río Apalachicola
El río Apalachicola (del inglés: 'Apalachicola River'), de aproximadamente 180 km de longitud, en un destacado río del sureste de los Estados Unidos que discurre íntegramente por el estado de Florida (aunque en un corto tramo forma la frontera natural entre Florida y Georgia). Se forma por la confluencia de los ríos Chattahoochee (702 km) y Flint (560 km) y desemboca en el golfo de México. 
Con su fuente más distante, localizada en el noroeste de Georgia, el sistema Apalachicola–Chattahoochee llega hasta los 982 km, que lo convierten en el 35.º río más largo de los EE. UU. (y el 14.º de los primarios). La cuenca del río, conocida abreviadamente como la Cuenca del Río ACF (ACF River Basin, por Apalachicola-Chattahoochee-Flint ), drena aproximadamente 50 505 km². 
Su nombre viene de la tribu amerindia de los apalachicola, que solía vivir a lo largo del río.

## Geografía
El río forma la línea divisoria estatal entre Florida y Georgia, cerca de la ciudad de Chattahoochee (Florida), aproximadamente 60 millas al nordeste de Panama City (Florida), en la confluencia de los ríos Flint (Georgia) y Chattahoochee. La confluencia está actualmente sumergida bajo las aguas del lago Seminole, formado por la presa de Jim Woodruff. Fluye al sur por los bosques de la Mango de Florida, pasando por Bristol. En el Condado de Gulf, se une el río Chapola por el Oeste. Asimismo fluye a una entrada de la Bahía Apalachicola, del Golfo de México, en Apalachicola. Los últimos 48 kilómetros del río están rodeados por extensos pantanos y humedales excepto en la costa. El canal del río lo draga el Cuerpo de Ingenieros del Ejército de los Estados Unidos para proporcionar la navegación. Excepto el área alrededor de su desembocadura, el río proporciona el límite entre la hora del Este y Central en los Estados Unidos.
El río Apalachicola es famoso por su miel de tupelo, una alta calidad de miel monofloral, producida dondequiera que los árboles de tupelo florezcan en el sudeste de los Estados Unidos, pero la más pura y más cara (que es certificada por la Melisopalinología) se produce principalmente en este valle y, en menor grado, en otros valles del río. En un año de cosecha bueno, el valor de la miel de tupelo producida por un grupo de apicultores de Florida especializados se acerca al millón de dólares de EE. UU.
Durante el período colonial británico de Florida el río formó el límite entre la Florida Oriental y la Florida Occidental.

### Cruces sobre el río
| Presa Jim Woodruff          |                               | Chattahoochee     |  |  |
| Puente Victory              | US 90                         | Chattahoochee     |  |  |
| Puente de ferrocarril       | CSX                           | Chattahoochee     |  |  |
|                             | Interestatal 10               | Marianna a Quincy |  |  |
| Puente Trammell             | FL 20                         | Bristol           |  |  |
| Puente de ferrocarril       | Apalachicola Northern Railway | Apalachicola      |  |  |
| Puente Memorial John Gorrie | US 98                         | Apalachicola      |  |  |